# Эрнести, Людвиг
Генрих Фридрих Теодор Людвиг Эрнести (27 мая 1814, Брауншвейг — 17 августа 1880, Вольфенбюттель) — германский протестантский (лютеранский) богослов и духовный писатель.

## Биография
Генрих Фридрих Теодор Людвиг Эрнести родился в семье трактирщика. Окончил среднюю школу, затем Коллегиум Каролинум. С 1832 по 1835 год изучал филологию и протестантское богословие в Геттингенском университете. 
Весной 1838 года стал помощником пастора в церкви св. Андрея в Брауншвейге. С 1 января 1843 года был заместителем пастора в церкви св. Марии в Вольфенбюттеле, получив в том же году назначение супериндендантом этого города. Главным пастором церкви св. Марии стал в 1850 году. 
С 1852 года представлял свою церковь на Айзенахских конференциях немецких церквей, с 1874 года был председателем этой конференции. В 1859 году стал главным суперинтендантом генеральной инспекции Вольфенбюттеля, уйдя в отставку с этого поста в 1879 году. В 1877 году стал вице-президентом консистории.
Эрнести более всего известен как автор национального лютеранского катехизиса, написанного им в 1858 году, который с 28 декабря того же года был признан обязательным для использования во всех церквях и учебных заведениях Брауншвейга. Он использовался до 1930 года и выдержал 80 изданий.
Основные богословские работы: «Ursprung der Sünde nach Paulinischen Lehrgehalt» (1862) и «Ethik des Apostels Paulus» (3-е издание, 1880).